# Tamer Instituttet
Tamer Instituttet, (Tamer Institute for Community Education) er en non-profit NGO, der fokuserer på uddannelse i Palæstina.
Instituttet blev grundlagt i 1989 som svar på palæstinensernes behov under den første intifada. Som det engelske navn antyder er det, det lokale samfunds uddannelse der er i fokus. Tamer har afdelinger på Vestbredden og i Gaza
Tamer Instituttet arbejder primært med børn og unge. Hovedtanken er at fremme kreativitet, sørge for et sikkert og venligt læringsmiljø og fremme børnenes evner indenfor litteratur. Tamer Instituttet driver et forlag, udgiver et årligt nyhedsbrev, afholder kurser for bibliotekarer, arrangerer workshops, donerer bøger til de lokale biblioteker og arrangerer en årlig læse – og skrivekampagne for de unge.